# 2000 QH226
2000 QH226, também escrito como 2000 QH226, é um objeto transnetuniano (TNO) que está localizado no cinturão de Kuiper, uma região do Sistema Solar. Este corpo celeste está em uma ressonância orbital de 3:5 com o planeta Netuno. Ele possui uma magnitude absoluta (H) de 9,1 e, tem um diâmetro estimado com cerca de 67 km.

## Descoberta
2000 QH226 foi descoberto no dia 29 de agosto de 2000 pelos astrônomos O. R. Hainaut e C. E. Delahodde.

## Órbita
A órbita de 2000 QH226 tem uma excentricidade de 0.164 e possui um semieixo maior de 39.623 UA. O seu periélio leva o mesmo a uma distância de 33.106 UA em relação ao Sol e seu afélio a 46.140.